# Arthur Lindén
Arthur Waldemar Lindén, född 11 april 1877 i Göteborg, död 28 september 1944, var en svensk civilingenjör och företagsledare.

## Biografi
Lindén avlade studentexamen vid Göteborgs högre realläroverk 1895 och avgångsexamen från Kungliga Tekniska högskolan 1898, blev anställd vid Allmänna Svenska Elektriska AB i Västerås (ASEA) 1899, blev vice verkställande direktör där 1913, och var verkställande direktör 1934–1942. 
Lindén var även ledamot av stadsfullmäktige i Västerås 1914-1919. Han var 1913-1944 ledamot av styrelsen för Sveriges Maskinindustriförening varav 1940-1944 som ordförande, ledamot av styrelsen för Liljeholmens Kabelfabrik 1916-1944 varav 1921 och 1942 som ordförande, ledamot av styrelsen för Svenska Turbinfabriks AB Ljungström 1918-1944, av styrelsen för AB Electro-Invest 1929-1944, samt ordförande i styrelsen för Svenska Fläktfabriken 1933-1944, ordförande i styrelsen för Elektro-Helios 1936-1944, ordförande i styrelsen för AB Asea Svetsmaskiner 1938-1944 och för Skandinaviska Elektricitetsverk 1942-1944. Lindén var även ledamot av styrelsen för Sveriges allmänna exportförening 1938-1944 och för Sveriges industriförbund 1938-1944.
Under 1930-talet var han känd för sina sympatier med Nationalsocialistiska blocket.